# Lischkeia imperialis
Lischkeia imperialis är en snäckart som först beskrevs av Dall 1881.  Lischkeia imperialis ingår i släktet Lischkeia och familjen pärlemorsnäckor. Inga underarter finns listade i Catalogue of Life.